# Gonatogyne brasiliensis
Gonatogyne brasiliensis là một loài thực vật có hoa trong họ Diệp hạ châu. Loài này được (Baill.) Müll.Arg. mô tả khoa học đầu tiên năm 1873.